# 微礦
微礦(英文：WeMine) 是一家位於香港，針對即時通訊軟件（如WhatsApp、Facebook和微信）營銷管理及應用開發的服務供應商。其人工智能客戶關係管理平臺專注於即時通訊軟件的數據收集及分析，透過其系統功能簡化操作流程，為用家減省人力成本。
微礦創辦於2014年年末，並於次年正式成立公司。該公司早年專注於為客戶開立微信號及提供管理、開發服務。2016年4月，微礦入選南山深港夢工場創新企業培育計劃，同時亦為IBM SoftLayer 的 Catalyst 計劃成員之一。
2017年，獲新加坡天使投資者注資，完成天使輪融資。
2019年，微礦於深圳市軟件產業基地開設第三家辦公室，並同時宣佈發行其同名人工智能客戶關係管理平臺。
目前，微礦是港漂圈的廣告代理。

## 外部連結
- 官方網頁 （页面存档备份，存于）